# Finnegans Wake
Finnegans Wake ist das letzte Werk des irischen Autors James Joyce. Der Roman entstand in den Jahren 1923 bis 1939. Das Werk wurde lange Zeit von Joyce als „Work in Progress“ bezeichnet und in Teilen veröffentlicht. Die kompilierte Erstausgabe erschien 1939 unter dem Titel Finnegans Wake im Verlag Faber & Faber in London.

## Bedeutung und Interpretation
Finnegans Wake gilt als eines der bemerkenswertesten, aber auch der am schwersten verständlichen Werke der Literatur des 20. Jahrhunderts, wozu unter anderem seine ungewöhnliche Sprache beiträgt: Joyce prägt eine eigene Sprache, indem er englische Wörter neu zusammenfügt, umbaut, trennt, oder auch mit Wörtern aus Dutzenden anderen Sprachen mischt (Portmanteaux). Das Ergebnis entzieht sich einem linearen Verständnis und wurde sehr unterschiedlich interpretiert.
Dem Leser enthüllen sich bei mehrmaligem Lesen immer neue Bedeutungen. Roland McHugh hat mit seinem Standardwerk Annotations to Finnegans Wake knappe Anmerkungen zu Finnegans Wake herausgegeben, wobei seitengleich zu vielen der im Wake verwendeten Wörter Erklärungen in Form etwa geographischer Hinweise oder Hinweise auf Sprachen, denen das jeweilige Wort oder Varianten davon entlehnt sein könnten, angegeben werden.
Der Titel, Finnegans Wake, stammt aus der irischen Ballade Finnegan’s Wake über den Baumeister Tim Finnegan, der bei einem betrunkenen Sturz von einer Leiter starb, aber bei seinem feuchtfröhlichen Leichenbegängnis (englisch wake), bei dem eine Flasche Whisky auf seinem Sarg zerbrach, wieder zum Leben erwachte.
Tim Finnegans Aufstieg (auf die Leiter) und Fall sowie seine Auferstehung sind eine Metapher für Aufstieg und Fall der Menschheit. Finnegans Wake handelt so von den Höhen und Tiefen des menschlichen Lebens, dargestellt durch den Dubliner Kneipenwirt Humphrey Chimpden Earwicker (HCE), seiner Frau Anna Livia Plurabelle (ALP), seinen Söhnen Shem und Shaun und seiner Tochter Isabel/Isolde. Die Protagonisten treten uns allerdings in unterschiedlichen Personifizierungen entgegen, so HCE als Adam, Christus, Wellington … bzw. als Mensch schlechthin (Here Comes Everybody). Eine der Erklärungen für die ungewöhnliche Struktur und Sprache des Wake ist die Interpretation als (HCEs?) Traum, in dem sich auch unterschiedliche Handlungsstränge mischen, Dinge verdrängt werden und in verschiedenster Form zu Tage treten.
Eine (erste) Hilfe für das Verständnis bieten u. a. Reicherts Vielfacher Schriftsinn sowie Tindalls A Reader’s Guide to Finnegans Wake.
In seinen Radioessays deutete Arno Schmidt dieses Spätwerk von Joyce als Schmähschrift auf dessen Bruder Stanislaus. Er dechiffrierte zahlreiche der eigenwilligen Neologismen des Werkes. Zudem spricht er dem Werk seinen hohen Rang ab, da Joyce zwar seine Schmähungen gut verschlüsselt (auch um vor gerichtlichen Anfechtungen gefeit zu sein), es aber trotzdem nicht mehr sei als eine Schimpftirade, voll von üblen Beleidigungen.
Schmidt ist der Übersetzer des Buches „Meines Bruders Hüter“, dem unvollendeten Werk von Stanislaus Joyce, das Schmidt als Gegenschrift zu Finnegans Wake deutet.
Der kanadische Medientheoretiker Marshall McLuhan nannte die teils überlangen Kofferwörter in Finnegans Wake „Ten Thunders“ („Zehndonner“, nach dem im Finnegans Wake vorkommenden Wort „bababadalgharaghtakamminarronnkonnbronntonnerronntuonnthuuntrovarrhounawnskawntoohoohoordenenthurnuk“, das aus den Wörtern für „Donner“ in zehn verschiedenen Sprachen zusammengesetzt ist, von Madagassisch bis Gotisch) und verficht, unter anderem darauf basierend die These, dass Finnegans Wake ein gewaltiges Rätsel darstellt, welches die gesamte Menschheitsgeschichte erzählen soll.

## Inhalt
Es ist unter Literaturwissenschaftlern strittig, ob Finnegans Wake eine Geschichte erzählt oder nicht. M. H. Begnal fasste die verschiedenen Meinungen wie folgt zusammen: „Nowhere is a plot as we conventionally know it […] Yet still there is a plot to Finnegans Wake, but it is a plot which is being told in a completely new and experimental way.“ Es gibt jedenfalls keinen kohärenten Handlungsfortgang, sondern eine Unzahl miteinander teils intensiv verwobener, teils lose verknüpfter Einzelgeschichten. Diese Einzelgeschichten strotzen vor Anspielungen auf literarische Werke und historische Geschichten und benutzen Bruchstücke des gesamten westlichen und teils auch außerwestlichen Bildungskanons. Die Schwierigkeit der Entzifferung wird gesteigert durch eine Sprache, die ebenfalls aus Bruchstücken jeder Art besteht und diese Bruchstücke auf kreative Weise so zusammenfügt, dass der Eindruck einer lesbaren Sprache gerade noch erhalten bleibt, deren Entschlüsselung jedoch die größte Mühe bereitet. Die sprachlichen Bausteine stammen nicht nur aus dem Englischen, wiewohl das Englische die Grundsprache bildet, sondern aus etwa vierzig weiteren Sprachen. Zum scheinbaren Chaos trägt außerdem bei, dass sich die Namen der handelnden Personen immer wieder verändern.
T.S. Eliot schrieb 1951: „Ulysses war so epochemachend und endgültig, daß die Leute sich fragten, ob Joyce danach fähig sein würde, irgendetwas anderes zu schreiben … Und als 1927 Teile aus ‚Finnegans Wake‘ in einer Zeitschrift in Paris veröffentlicht wurden, schienen diese so verrückt und unverständlich, daß alle außer seine glühendsten Bewunderer sagten, Joyce sei zu weit gegangen“. Allgemein anerkannt ist mittlerweile, dass der Text wenig Zufälliges enthält, im Gegenteil sehr stark durchkonstruiert ist. Eine große Anzahl von Themen, Gegenständen, Namen und Personen kommt immer wieder vor, und gewisse Strukturen ziehen sich wie ein roter Faden durch das Werk. In einem Interview mit dem ORF erzählte der Philosoph und Kommunikationswissenschaftler Ernst von Glasersfeld folgende Geschichte:

„Als ‚Finnegans Wake‘ 1939 erschienen ist, da haben wir uns in Irland zusammengesetzt, wir waren so fünfzehn oder sechzehn Leute, die mehrere Sprachen beherrschten – zusammen konnten wir 25 verschiedene Sprachen – um Finnegans Wake zu lesen. In dem Buch sollen ja hundert verschiedene Sprachen verwendet worden sein. Wir haben das nicht lange gemacht, weil das Austüfteln von Wortspielen schnell langweilig wird, aber schon am ersten Abend in der ersten Zeile von ‚Finnegans Wake‘ kommt das Wort ‚vicus‘ vor. [Zitiert aus dem Gedächtnis:] Riverrun past Eve and Adam’s, from swerve of shore to bend of bay, brings us by a commodius vicus of recirculation back to… nevermind… [lacht] Ich hatte etwas Latein gelernt und sagte: ‚Vicus, das heißt doch ‚Dorf‘. Wie kommt das da hinein?‘ Und da hat jemand gesagt: ‚Ja, das muß eine Anspielung sein auf einen italienischen Philosophen namens Vico.‘ Ich habe dann in Finnegans Wake weiter gelesen. Vico kommt dort immer wieder vor, in verschiedenen Versionen. Da habe ich mir gedacht, wenn der für Joyce wichtig war, dann muß da was dahinter sein. Und da gab es wieder einen Glücksfall. In der städtischen Bibliothek in Dublin gab es eine alte italienische Ausgabe von Vicos ‚Scienza nuova‘.“

## Stellung im Gesamtwerk von J. Joyce
Finnegans Wake bildet nicht nur zeitlich, sondern auch inhaltlich, stilistisch und in der Form den Endpunkt einer Entwicklungslinie im literarischen Schaffen von James Joyce, deren hauptsächliche Eckpfeiler die Werke Dubliners, Ulysses und Finnegans Wake darstellen. Dabei ist eine ständige Weiterentwicklung und Steigerung zu beobachten, die vom Konkreten zum Symbolischen, vom Anschaulichen zum Unanschaulichen, vom Konventionellen zum Unkonventionellen, vom Persönlichen zum Unpersönlichen, vom logisch Zusammenhängenden zum äußerlich Zusammenhängenden (Assoziativen) und von der regelhaften Standardsprache zu einer fließenden Kunstsprache führt. Auch wird das Œuvre von Joyce der sogenannten Bewusstseinsstromliteratur zugerechnet, wobei auch hier in der Abfolge der Werke eine Entwicklung von ständig abnehmender Filterung der Gedanken festzustellen ist. Joyce’ Biograph Jean Paris postuliert außerdem für das Gesamtwerk eine dreiteilige Epiphanie der Gattungen „von der Lyrik in Chamber Music bis zum Epos Ulysses und dem kosmischen Drama Finnegans Wake“, wobei etwa Portrait zur gleichen Gattung gehört wie Ulysses.

## Übersetzungen
Finnegans Wake galt vielfach als unübersetzbar, zumindest aber als eines der am schwersten zu übersetzenden Werke der Literaturgeschichte. Ein Werk, das, wie etwa Jacques Aubert behauptete, „unlesbar“ ist, müsste natürlich auch unverständlich und damit unübersetzbar bleiben. Übersetzungen in andere Sprachen tragen bei diesem Werk daher noch mehr als bei jedem anderen zwangsläufig den Charakter schöpferischer Nachdichtung. Da der Text Elemente aus 40 verschiedenen Sprachen enthält, unter anderem auch 80 Wörter aus dem Japanischen, kann sowieso nicht von der Sprache, sondern nur von der „Grundsprache“ gesprochen werden, die im Original zweifellos Englisch ist.
An Übersetzungen ins Deutsche sind zu nennen: (Teil-)Übersetzungen von Georg Goyert (Anna Livia Plurabelle in der Zeitschrift Die Fähre, 1946), Hans Wollschläger (Kapitel Anna Livia Plurabelle, erschienen unter diesem Titel bei Suhrkamp, Frankfurt), Wolfgang Hildesheimer sowie Dieter H. Stündels Finnegans Wehg. Kainnäh ÜbelSätzZung des Wehrkess fun Schämes Scheuss (erschienen bei Jürgen Häusser, Siegen 1993, und Zweitausendeins, Frankfurt a. M. 1993). Teilübersetzungen wurden außerdem von Reinhard Markner, Harald Beck, Kurt Jauslin, Friedhelm Rathjen, Helmut Stoltefuß, Ingeborg Horn, Robert Weninger, Klaus Hofmann, Birgit König, Peter Otto, Klaus Reichert, Ulrich Blumenbach und Wolfgang Schrödter angefertigt (siehe dazu James Joyce: Finnegans Wake. Gesammelte Annäherungen Deutsch, Frankfurt 1989). Von Arno Schmidt, der sich sehr ernsthaft um eine Übersetzung des Buchs bemüht hat, aber an finanziellen Überlegungen der Verleger scheiterte, liegt das entsprechende Arbeitsexemplar in Faksimile vor (Haffmans Verlag, Zürich 1984). Seit 2018 arbeitet Ulrich Blumenbach zudem im Auftrag des Suhrkamp-Verlags an einer vollständigen Übersetzung, die voraussichtlich 2027 erscheinen soll.
Komplettübersetzungen liegen in folgenden Sprachen vor (in Klammern Übersetzer und Erscheinungsjahr):
- Französisch (Philippe Lavergne 1975/1982, Hervé Michel 2007.).
- Deutsch (Dieter H. Stündel 1993).
- Japanisch (Naoki Yanase 1993).
- Koreanisch (Chong-keon Kim 1998).
- Portugiesisch (Donaldo Schüler 1999–2003).
- Niederländisch (Erik Bindervoet und Robbert-Jan Henkes 2002).
- Polnisch (Krzysztof Bartnicki 2012).
- Griechisch (Eleftherios Anevlavis 2013)
- Spanisch (Marcelo Zabaloy 2016).
- Türkisch (Fuat Sevimay 2016).
- Italienisch (Fabio Pedone und Enrico Terrinoni 2019).
- Schwedisch (Bertil Falk 2021)[9]

Umfangreiche Teilübersetzungen gibt es in folgenden Sprachen:
- Italienisch (Luigi Schenoni 1982).
- Ungarisch (Endre Bíró 1992).
- Spanisch (Alberte Pagán 1997).
- Polnisch (Maciej Słomczyński 1998).
- Russisch (Anri Volokhonsky 2000, Andrey Rene 2017).
- Japanisch (Kyoto Miyata 2004).
- Chinesisch (Dai Congrong 2013).
- Türkisch (Umur Çelikyay 2015).

## Adaptionen

### Film
Mary Ellen Bute verfilmte Ausschnitte aus Finnegans Wake unter dem Titel Passages from Finnegans Wake. Der Film wurde 1965 bei den Filmfestspielen von Cannes als bester Debütfilm ausgezeichnet.

### Comic
Der österreichische Zeichner Nicolas Mahler hat Motive des umfangreichen Romans auf 24 Seiten im Format DIN A6 als Comic adaptiert und darin die Comicfiguren Mutt und Jeff auftreten lassen. Das Heft erschien am 27. Oktober 2020 als Nummer 92 der Reihe „mini kuš!“ im lettischen Kleinverlag Grafiskie stāsti.

## Wirkung
Schon bei Erscheinen der Teile als „Work in Progress“ löste der Text in der literarischen Welt, wie zuvor schon Ulysses, heftige, meist negative Reaktionen aus. Mit der Zeit wurden beide Werke zunehmend häufiger positiv bewertet. Viele zeitgenössische Schriftsteller waren von beiden Werken fasziniert und wurden dadurch teils zu eigenen Sprachexperimenten und Romanen angeregt, darunter so verschiedenartige Autoren wie T.S. Eliot, Virginia Woolf, William Faulkner, Dos Passos, Hemingway, Hermann Broch und Italo Svevo. Obwohl vor allem Finnegans Wake einem breiten literarischen Publikum immer verschlossen blieb, strahlte das Werk bis in die heutige Zeit in verschiedene Bereiche bis hin in die Populärliteratur aus.
- Der Satz „three quarks for Muster Mark“[13] inspirierte den Physiker Murray Gell-Mann bei der Namensgebung einer Klasse von Elementarteilchen, den Quarks, bei denen man ursprünglich davon ausging, dass es drei geben müsse.[14][15]

- Finnegans Wake dient in etlichen Romanen und Filmen als Musterbeispiel für einen schwer zu lesenden oder unverständlichen Text. Im Roman The Bell Jar von Sylvia Plath schreibt die Ich-Erzählerin eine College-Arbeit über das Werk, was bei ihr emotionale Orientierungslosigkeit auslöst: „Wörter, weitläufig vertraut, aber schief und verdreht, wie Gesichter in einem Zerrspiegel, flogen vorüber und hinterließen auf der glasigen Oberfläche meines Hirns keinen Eindruck. […] Die Buchstaben bekamen Widerhaken und Widderhörner. Ich sah zu, wie sie auseinanderliefen, wie sie auf eine alberne Weise auf- und abwärtswackelten. Dann verbündeten sie sich zu phantastischen, unübersetzbaren Gebilden, wie Arabisch oder Chinesisch.“[16] Im Roman High Priest of California von Charles Willeford entspannt sich die Hauptperson des Buches, Russell Haxby, nach anstrengenden Tagen durch das Umschreiben von Passagen aus Finnegans Wake und Ulysses in einfache, verständliche Sprache. Der US-amerikanische Komiker Jon Stewart schreibt in seinem Buch America (The Book), die völlige Unlesbarkeit von Finnegans Wake sei der Beweis dafür, dass sich Europa im Niedergang befinde. Im Film Enough bezeichnet die von Jennifer Lopez gespielte Figur Finnegans Wake als das „am schwierigsten zu lesende Buch in englischer Sprache“ und dass sie es seit sechs Jahren lese (was sie später als Lüge offenbart). Woody Allen erwähnt das Buch in seinem Film Manhattan Murder Mystery. Der Herausgeber Larry Lipton erzählt darin der Autorin Marcia Fox (gespielt von Anjelica Huston), dass ihr Buchmanuskript „Finnegans Wake wie Flugzeuglektüre aussehen lässt“. Der US-amerikanische Komponist John Adams bezeichnete die 4. Sinfonie von Charles Ives als „Finnegans Wake der amerikanischen Musik“.

- In vielen Romanen und Filmen kommt Finnegans Wake auch in positiver Weise vor, manchmal werden sogar zentrale Elemente von Finnegans Wake als Material benutzt. Finnegans Wake findet z. B. Erwähnung in Salman Rushdies Buch Fury. Im Roman On est toujours trop bon avec les femmes von Raymond Queneau (dt.: Man ist immer zu gut zu den Frauen) von 1947 sind die IRA-Mitglieder überwiegend nach Nebenfiguren aus Ulysses benannt und benutzen das Kennwort Finnegans Wake. In Fierce Invalids Home from Hot Climates von Tom Robbins (dt. Völker dieser Welt, relaxt!, 2003) liest die Hauptperson namens Switters den Finnegans Wake immer wieder und beschäftigt sich dabei obsessiv mit dem Thema der Sprachentwicklung und der „kybernetischen Zukunft“. Obwohl Vladimir Nabokov Finnegans Wake abschätzig als „Punnigans Wake“ bezeichnete, wird es in seiner Lolita in einer Szene erwähnt. M. H. Begnal ist sogar der Meinung, dass Nabokovs Roman Das Bastardzeichen (Orig. Bend Sinister, 1947) strukturell die zwei Joyce-Romane Ulysses und Finnegans Wake zugrunde liegen[17]. Der aus einer Fußnote in Finnegans Wake stammende Gärtner Martin Halpin ist eine Hauptfigur in Mulligan Stew (1979) von Gilbert Sorrentino. Darin „arbeitet“ Martin Halpin als eine Romanfigur des 'experimentellen' Autors Antony Lamonts, in dessen Manuskript er ein Eigenleben führt und dabei Einblicke in die Verfasstheit von Fiktionen gewinnt. Auch in Don DeLillos Roman Die Stille (2020) wird aus Finnegans Wake zitiert.[18] Außerdem erscheint Finnegans Wake in einer ganzen Reihe von Science-Fiction-Romanen, etwa in The Divine Invasion von Philip K. Dick, worin die Figur Herb Asher über James Joyce sagt, er könne in die Zukunft sehen, wobei der mehrere Abschnitte aus Finnegans Wake zitiert, um seine Meinung zu untermauern. Philip José Farmer (in Riders of the Purple Wage) zitiert aus Finnegans Wake, der Text ist teils in einer Art Joyce’schem Stil gehalten und eine zentrale Figur heißt Finnegan. Auch Samuel R. Delany (in Time Considered as a Helix of Semi-Precious Stones) und James Blish erwähnen Finnegans Wake (A Case of Conscience). In Blishs Star-Trek-Geschichte Spock Must Die! erfindet Blish die Bezeichnung „Eurish“ für die in Finnegans Wake verwendete „Mischsprache“, wobei er offenbar annimmt, die Elemente seien nur europäischen Sprachen entnommen.

- John Cage komponierte 1979 das Hörspiel „Roaratorio“ auf Basis von Finnegans Wake.

- Ein Instrumentalalbum der deutschen Elektronik-Gruppe Tangerine Dream aus dem Jahr 2011 wurde vom Roman inspiriert.

Wenn auch nicht so verbreitet wie die Feiern des Ulysses, speziell am Bloomsday, gibt es doch weltweit eine Reihe von regelmäßigen Aufführungen oder Veranstaltungen, meist eher amüsanten Charakters. Dabei wird häufig der Wake, die Totenwache, aus dem namengebenden Trinklied, an Saint Patrick’s Day, oft in Verbindung mit der an diesem Tag stattfindenden Parade oder in einem Pub, nachgestellt, zum Beispiel in New Dublin, Wisconsin, USA (Parade) oder in Pittsburgh (im Pub Harp & Fiddle). Öffentliche Lesungen aus Finnegans Wake haben ebenfalls eine Tradition in einigen Städten, etwa in New York City.

## Zum NamenFinnegans Wake
Bis zum Erscheinen der Erstausgabe 1939 wurde der Titel Finnegans Wake von Nora und James Joyce geheim gehalten. Der Name stammt aus einem irischen Trinklied: Tim Finnegan ist ein trunksüchtiger Träger für Mauersteine, der von der Leiter fällt und stirbt. Seine Freunde legen ihn in einen Sarg und halten Totenwache, was in einen Streit mündet. Als schließlich eine Whiskyflasche geworfen wird und der Alkohol über die Leiche fließt, erweckt dies Tim Finnegan wieder zum Leben.
 The Ballad of Tim Finnegan or Finnegan’s Wake 

Tim Finnegan liv’d in Walkin Street

A gentle Irishman mighty odd.

He had a tongue both rich and sweet,

An’ to rise in the world he carried a hod.

Now Tim had a sort of a tipplin’ way,

With the love of the liquor he was born,

An’ to help him on with his work each day,

He’d a drop of the craythur ev’ry morn.

(Chorus:)

Whackfolthedah, dance to your partner,

Welt the flure yer trotters shake,

Wasn’t it the truth I told you,

Lots of fun at Finnegan’s Wake.

One morning Tim was rather full,

His head felt heavy which made him shake,

He fell from the ladder and broke his skull,

So they carried him home his corpse to wake.

They rolled him up in a nice clean sheet,

And laid him out upon the bed,

With a gallon of whiskey at his feet,

And a barrel of porter at his head.

(Chorus:) Whackfolthedah …

His friends assembled at the wake,

And Mrs. Finnegan called for lunch,

First they brought in tay and cake,

Then pipes, tobacco, and whiskey punch.

Miss Biddy O’Brien began to cry,

“Such a neat clean corpse, did you ever see,

Arrah, Tim mavourneen, why did you die?”

“Ah, hould your gab,” said Paddy McGee.

(Chorus:) Whackfolthedah …

Then Maggy O’Connor took up the job,

“Biddy,” says she, “you’re wrong, I’m sure,”

But Biddy gave her a belt in the gob,

And left her sprawling on the floor;

Oh, then the war was all the rage,

Twas woman to woman and man to man,

Shillelagh law did all engage,

And a row and a ruction soon began.

(Chorus:) Whackfolthedah …

Then Micky Maloney raised his head,

When a noggin of whiskey flew at him,

It missed and falling on the bed,

The liquor scattered over Tim;

Bedad he revives, see how he rises,

And Timothy rising from the bed,

Says, “Whirl your liquor round like blazes,

Thanam o’n dhoul, do ye think I’m dead?”

[Irish, “Soul to the devil …”]

(Chorus:) Whackfolthedah …
Zu beachten ist, dass im Titel des Romans der den Genitiv bezeichnende Apostroph im Gegensatz zur Ballade fehlt, so dass aus „Finnegans Totenwache“ „Finnegans erwachen“ (eine ganze Familie? Alle Finnegans?) wird – oder, gemäß der erzählten Geschichte, das Aufwachen (wake) aus einem Traum; dass wake auch Wirbel heißen kann, passt zu diesem Roman, wo wirklich alles verwirbelt wird, umso besser. Die Hauptfigur wird zu einer Vielzahl von Personen, und das entspricht ganz den Verhältnissen im Buch, denn auch dort kommt (kommen die) Finnegan(s) vor, wenn auch – wie alle Protagonisten des Romans – unter wechselnden Namen (Fine Egan, Fillagain, Finfoefum, Finnimore, Finniche usw., mit verschiedenen Bedeutungen) und mit verschiedenen Rollen: er ist etwa Finn, der mythische Urvater der Finnen, aber auch Finn Mac Cumhail, dessen (historischer) irischer Doppelgänger, und viele andere. Aber auch die Geschichte des Trinklieds erscheint im Roman, wenn auch in veränderter Form: Das Geräusch des Entkorkens einer Whiskyflasche erweckt ihn von den Toten, und die Freunde erklären ihm, dass sein Nachfolger bereits gefunden sei und legen ihn in den Sarg zurück.
Das Hauptmotiv des Trinklieds sind der Tod und die Wiedergeburt von Finnegan und damit der Wandlung und der Wiederkehr, aber auch der Unsicherheit der Wirklichkeit, und dies sind auch die Leitmotive des Romans: „Seine Wiederkehr wird zur beständigen Wiederkehr eines wiederkehrenden Prinzips im ganzen Buch“, schreibt Michael Grossmann, und Jean Paris arbeitet dies als einen wesentlichen Unterschied zwischen dem Wake und seinem Vorgänger heraus: „In Ulysses erinnern hundert Leitmotive an seine Unvergänglichkeit … Das einzige Gesetz in Finnegans Wake ist die Metamorphose, das unendliche Fließen unserer ungewissen Welt“.